# CSHVSM Almaty
CSHVSM Almaty (kasachisch СШВСМ-Кайрат Алматы) ist ein kasachischer Frauenfußballverein aus der ehemaligen Landeshauptstadt Almaty, der 2009 und 2010 Meister seines Landes wurde. Dadurch qualifizierte sich der Verein für die UEFA Women’s Champions League. 2011 wurde der Verein in CSHVSM Kairat Almaty umbenannt.

## Stadion
Seine Heimspiele trägt CSHVSM Almaty im Zentralstadion Almaty aus, das im Jahre 1958 erbaut wurde. Das Stadion bietet Platz für 25.057 Zuschauer und wurde 1997 modernisiert.

## Erfolge
- Meister: 2009, 2010, 2012
- Pokal: 2009

## UEFA Women’s Champions League
- 2010/11: gegen FCR Duisburg 0:5 (H) – 0:6 (A)
- 2011/12: gegen SV Neulengbach 2:1 (H) – 0:5 (A)